# Scannabue
Scannabue (Scanabó in dialetto cremasco) è una frazione del comune lombardo di Palazzo Pignano.

## Storia
La località è un piccolo borgo agricolo di antica origine, appartenente al territorio cremasco.
In età napoleonica (1810-16) furono aggregati a Scannabue i comuni di Cascine Capri, Cascine Gandini e Palazzo, che recuperarono l'autonomia con la costituzione del Regno Lombardo-Veneto.
All'Unità d'Italia (1861) il comune contava 707 abitanti. Nel 1929 Scannabue venne aggregata al comune di Palazzo Pignano.